# Joshua Meador
Joshua Lawrence Meador, meglio noto come Josh Meador, (Mississippi, 12 marzo 1911 – 24 agosto 1965) è stato un effettista statunitense, esperto di effetti speciali e di cinema d'animazione per lo studio Disney.

## Biografia
Era un membro del team che ha creato gli effetti speciali per 20.000 leghe sotto i mari, per le quali lo Studio Walt Disney ha vinto un Oscar. Josh Meador creò con Jack Boyd e Dan MacManus gli effetti speciali anche per Il pianeta proibito, in particolare il "Mostro dell'Id" che attacca l'astronave. Josh Meador ebbe un attacco di cuore e morì nel 1965 a Casper, in California. È sepolto nel cimitero dell'amicizia a Columbus, nel Mississippi, che era anche la sua città natale. Ha frequentato il college al Chicago Art Institute.